# Burke's Peerage

Escudo official de
Sir Bernard Burke

El Burke's Peerage es el libro de genealogía más prestigioso para publicar en detalle datos de la nobleza y la aristocracia de Gran Bretaña e Irlanda, así como datos de las casas reales europeas.
Fue publicado por vez primera en 1826 por el editor irlandés John Burke en Londres. En los siglos XIX y XX, el Burke's Peerage sirvió como guía para los matrimonios concertados dentro de los títulos nobiliarios de origen británico o irlandés, donde aristócratas de diverso linaje buscaban individuos de similar origen para emparentar a su descendencia. Los miembros de la alta nobleza poseen títulos de Par —duque, marqués, conde, vizconde, barón—, a los que se refiere frecuentemente como nobles o lores. El resto de la nobleza es englobada en la baja nobleza, con la excepción del baronet, que es un título de caballeros hereditario.
Hasta 1970, se publicó sin interrupciones, alcanzando gran prestigio en la aristocracia como un verdadero directorio de la nobleza británica, permitiendo conocer con exactitud las identidades y parentesco de la misma; de hecho, para numerosas familias con título de dignidad nobiliario, aparecer en el Burke's Peerage constituía una confirmación de su condición aristocrática, en tanto que otras familias nobles pugnaban para que sus nombres fueran incluidos debido al prestigio que ello aparejaba. En el año 2003, el Burke's Peerage vuelve a reeditarse en Londres y está hoy en día disponible en línea.
Con el paso del tiempo, las ediciones del Burke's Peerage adquirieron gran importancia para los historiadores, pues permiten conocer con exactitud a los miembros de todas las casas reales europeas, aristócratas y clases políticas británicas.